# Avelós
Euphorbia tirucalli é um arbusto da família das euforbiáceas, composto basicamente por caules verdes que se subdividem, e que produzem uma seiva tóxica e cáustica, capaz de cegar.
Ela serve como fonte de alimentação de camelos.

## Nomes populares
É conhecido por uma ampla variedade de nomes comuns:
- almeidinha[3]
- árvore-de-são-sebastião
- árvore-do-coral-de-são-sebastião[4]
- árvore-do-lápis
- árvore-lápis
- árvore-palito
- aveloz (grafia inglesa)[3] ou alveloz (por corrupção de aveloz)
- cachorro-pelado
- cassoneira[3]
- cega-olho[4]
- cerca-do-diabo e cerca-viva (por utilização)
- coral-de-são-sebastião
- coral-verde[4]
- coroa-de-cristo
- dedinho
- dedinho-verde
- dedo-de-anjo
- dedo-do-diabo[4]
- dente-de-cão[4]
- espinho-de-cristo
- espinho-de-judeu
- espinho-italiano
- esqueleto
- figueira-do-diabo
- fuxico
- gaiolinha
- garra-do-diabo
- graveto-do-cão
- graveto-do-diabo[4]
- homem-nu
- labirinto[4]
- leite-de-nossa-senhora
- mata-verruga[4]
- palito-de-fogo (por coloração avermelhada)
- pau-de-leite
- pau-do-diabo
- pau-liso
- pau-pelado
- pau-sobre-pau
- pinheirinho
- pinheiro-do-diabo

## Características
O arbusto tem uma ampla distribuição na África, presente no nordeste da África Central e Austral. Também pode ser nativo de outras partes do continente, bem como de algumas ilhas vizinhas e da Península Arábica. Foi introduzido em muitas regiões tropicais. Seu status na Índia é incerto. Cresce em áreas secas e é muitas vezes usado para alimentar o gado ou como cobertura. Diferenças na ramificação e variação nas cores (tons rubros e alaranjados) podem indicar subspécies, porém a planta carece de maiores estudos.
A Euphorbia tirucalli produz uma seiva branca venenosa (látex), que pode ser facilmente convertida em gasolina. Isso levou o químico Melvin Calvin a propor a exploração da seiva desse arbusto como substituto do petróleo. Este uso é particularmente atraente devido à capacidade do arbusto de crescer (rapidamente) em terras que não são adequadas à sua produção. Calvin estimou que 10 a 50 barris de petróleo por hectare seriam possíveis. Essa seiva também foi utilizada na produção de borracha, porém sem muito sucesso.
Essa seiva também tem usos em medicina alternativa, em muitas culturas. Tem sido usada para tratar cancros, excrescências, tumores e verrugas em lugares  diversos como Brasil, Índia, Indonésia e Malásia. Porém, usada em grandes quantidades, é extremamente nociva à saúde.
Conforme o Jornal Folha de S. Paulo, estudos do Instituto Israelita de Ensino e Pesquisa Albert Einstein, em São Paulo, mostram que essa planta conseguiu estabilizar o quadro clínico de uma pessoa doente com câncer, em estado terminal, e que também  foi eficaz no alívio das dores. Porém, em estudo realizado com ratos (Rattus norvegicus) sobre os efeitos mutagênicos causados pela Euphorbia tirucalli em células da medula óssea, verificou-se que seu extrato aumentou a quantidade de mutações nos ratos, e assim pode também causar câncer, fato que demonstra que mais estudos controlados são necessários para conhecer seus reais efeitos sobre o corpo humano, e que deve-se ter cautela no uso desta planta para fins medicinais.

## Primeiros socorros
A seiva leitosa da Euphorbia tirucalli é extremamente corrosiva e tóxica. Em contato com a pele causa queimaduras graves; em contato com os olhos pode causar dor intensa e cegueira temporária de até sete dias. Se ingerida, pode causar queimaduras na boca, lábios e língua. Se ingerir a seiva, o indivíduo deve procurar assistência médica.
A ingestão do látex ou de preparados feitos a partir da seiva da avelós pode causar náuseas, vômitos e diarreia.